# Reyes (ort i Bolivia)
Reyes är en ort i Bolivia.   Den ligger i provinsen Provincia General José Ballivián och departementet Beni, i den nordvästra delen av landet, 600 km norr om huvudstaden Sucre. Reyes ligger 189 meter över havet och antalet invånare är 7 376.
Terrängen runt Reyes är mycket platt. Runt Reyes är det mycket glesbefolkat, med 2 invånare per kvadratkilometer.. Det finns inga andra samhällen i närheten.
Omgivningarna runt Reyes är huvudsakligen savann.